# (6243) Yoder
(6243) Yoder es un asteroide perteneciente al cinturón de asteroides, región del sistema solar que se encuentra entre las órbitas de Marte y Júpiter, descubierto el 27 de julio de 1990 por Henry E. Holt desde el Observatorio del Monte Palomar, Estados Unidos.

## Designación y nombre
Designado provisionalmente como 1990 OT3. Fue nombrado Yoder en homenaje a Charles F. Yoder, de Los Ángeles, California. Desarrolló el primer análisis de captura en resonancias de movimiento medio órbita-órbita entre los satélites de los planetas gigantes, así como la explicación del origen y la evolución de la resonancia orbital laplaciana de tres cuerpos entre los satélites galileanos de Júpiter. Ha conectado las variaciones de la rotación de la Tierra con las propiedades del núcleo y de la interfaz núcleo-manto, encontró evidencia de los efectos disipativos de una posible interacción fluido entre el núcleo y el manto sólido para la Luna y puso restricciones en el núcleo de Venus y la historia rotacional de Venus requerida por la oblicuidad de Venus.

## Características orbitales
Yoder está situado a una distancia media del Sol de 2,200 ua, pudiendo alejarse hasta 2,314 ua y acercarse hasta 2,085 ua. Su excentricidad es 0,052 y la inclinación orbital 3,873 grados. Emplea 1192,17 días en completar una órbita alrededor del Sol.

## Características físicas
La magnitud absoluta de Yoder es 13,6. Tiene 3,862 km de diámetro y su albedo se estima en 0,517. 